# Deutereulophus arizonensis
Deutereulophus arizonensis är en stekelart som beskrevs av Schauff 2000. Deutereulophus arizonensis ingår i släktet Deutereulophus och familjen finglanssteklar. Inga underarter finns listade i Catalogue of Life.